# Trichocentrum albococcineum
Trichocentrum albococcineum är en orkidéart som beskrevs av Jean Jules Linden. Trichocentrum albococcineum ingår i släktet Trichocentrum och familjen orkidéer. Inga underarter finns listade i Catalogue of Life.